# Ae Bonny Romance
«Ae Bonny Romance» (укр. «Один красивий роман») — восьма серія тридцять п'ятого сезону мультсеріалу «Сімпсони», прем'єра якої відбулась 3 грудня 2023 року у США на телеканалі «Fox».
Повторний показ серії 3 березня 2024 року був присвячений пам'яті актора Річарда Льюіса, який помер 27 лютого у віці 76 років.

## Сюжет
У Спрінгфілдській початковій школі учням четвертого класу сказали, що на уроці фізкультури вони повинні танцювати з дівчатками. Хлопчиків це жахає, і тому Барт біжить до медпункту, де бере пластирі (для протидії контакту з дівчатками). Однак, хлопці починають дивно почуватися. Тоді Барт розуміє, що роздавав усім нікотинові пластирі, що виводить дітей з глузду. Після шаленства Барта затримують і відправляють допомогти завгоспові Віллі в його хижку.
Удома Гомер і Мардж лежать у ліжку та гортають соціальні мережі. Мардж отримує запрошення на призначене весілля. Гомер починає дорікати, наскільки він зневажає такі свята, допоки Мардж, зрештою, просто не приймає запрошення, плануючи використати милі, які вони накопичили, для оплати перельотів.
Наступного дня Барт під вартою разом із Віллі. Хлопчик зізнається, що він просто не хотів танцювати з дівчатами. Потім Віллі відкривається Барту про дівчину, яку він кохав, — Мейсі, що розбила йому серце. Через це Віллі і переїхав до Америки. Через цю неприязнь до дівчат Барт і Віллі зближуються, знімають відео для «TikTok» і стають друзями.
Одного разу Віллі зник безвісти, і Барт не зміг його ніде знайти. Несподівано Віллі телефонує Бартові по відео, сказавши, що хлопчик йому дуже потрібен. Барт повертається додому і просить батьків вирушити сім'єю до Единбурга, щоб знайти Віллі. Мардж погоджується, але це її засмучує, бо доведеться відхилити запрошення на весілля (чому радий Гомер).

Гомера дратують весільні заходи

Коли вони прибувають, сім'я їде на лікеро-горілчаний завод МакВелдона, що виднівся у відеодзвінку Віллі. Вони заходять у будівлю і бачать, що там… вечірка на честь призначеного весілля Віллі та Мейсі. Наречена говорить, що їй сказали, що Віллі вбила вівця, щоб дівчина не втекла з ним до Америки. Лише коли Мейсі побачила відео Барта та Віллі в «TikTok», вона зрозуміла, що він досі живий, і відновила контакт. Барта засмучує це, тому що він думав, що він і Віллі пов'язані через їхню неприязнь до дівчат. Тим часом Мардж знову наповнюється радістю, бо таки потрапляє на призначене весілля (яке знову злить Гомера), а Ліса досліджує Единбург і йде на фестиваль мистецтв «Edinburgh Fringe».
Під час весільних подій Гомер злиться через те, що йому доводиться їх робити. Через це Мардж і Гомер сперечаються.
Пізніше, під час репетиційної вечері, Барт запитує поради у Ліси. Дівчинка показує брату, що Віллі ніколи не був таким щасливим, тому хлопчик повинен дозволити йому бути щасливим з Мейсі.
За бенкетом Мардж напивається і вирішує виступити з промовою про Гомера та про його неромантичність. Це остаточно спричиняє подружню кризу.
Після вечері Віллі просить Барта бути тим, хто буде вести танець, і веде його до групи дівчат. Барт лютує через це і викидає весільний торт у вікно, що викликає гнів молодят.
Наступного дня Мардж прокидається з похмілля та виявляє, що Гомера немає в ліжку. Він сердиться на Мардж, а Мардж все ще сердиться на нього.
У гольф-клубі «Сент-Ендрюс», де відбувається весілля, Барт чує розмову Татка МакВелдона, батька Мейсі, про те, що весілля відбувається лише для того, щоб змусити Віллі використати свою здатність нюхати торф, і зробити МакВелдонів багатшими, а потім — відкинути його, щоб Мейсі знайшла кращого чоловіка. Барт сперечається з ними, і його замикають у вежі.
Під час церемонії Мардж отримує відео від Гомером, на якому дельфін і дитинча горили граються разом. Це нагадує їй про них двох: ніби нестворені одне для одного, але мила пара. Вона біжить назустріч Гомерові, і вони миряться. Після цього вони вирішують зайнятися коханням на полі для гольфу.
Коли починається весілля, Барт тікає з вежі і зупиняє весілля. Він розповідає Віллі, що МакВелдони просто хотіли його використати. Мейсі каже, що вона не підозрювала, що її родина це планувала, і каже, що справді кохає Віллі. Щоб довести це, Мейсі ламає йому ніс, щоб він більше ніколи не міг відчути торф. Зрештою, Віллі та Мейсі одружуються, а потім разом вирушають до Америки.
У сцені під час титрів грає монтаж з піснею про історію кохання Віллі та Мейсі.

## Виробництво
Серія вийшла о 20:30 замість звичного слоту 20:00.
Сцена танцю вчителів фізкультури Спрінґфілдської початкової школи заснована на особистому випадку сценариста серії Майкла Прайса, коли в 9 класі вчителі фізкультури змушували клас Прайса танцювати джиттербаґ з дівчатами в спортивних костюмах.
Запрошені зірки Карен Ґіллан і Девід Теннант відомі за зніманні в серіалі «Доктор Хто». За словами Прайса, команда також запрошувала й ірландського актора Пітера Капальді (Дванадцятого Доктора), однак у той час він був недоступний і «змушений був люб'язно відмовитися». Також, спочатку дорожній стовпчик Королівської милі мав мати вигляд далека.
Спочатку з леді Дорою мав зв'язуватися помічник Чалмерса Леопольд. У ранніх чернетках сценарію Леопольд відігравав важливу роль. Також спочатку Мейсі звали «Келлі», а Гомер мав цілу пригоду в автобусі з літака.
Повну версію епізода, разом з розширеною версією пісні «Willie And The Dream Of Peat Bogs» (укр. «Віллі та мрія про торф'яні болота») із кінцевих титрів (із розширеним фінальним монтажем) було розміщено на стримінгу «Hulu» наступного дня після виходу серії в етер.

## Культурні відсилання та цікаві факти
- Нікотиновий гнів Мартіна Принса заснований на мемній реакції Вінса Макмена[8].
- «Planespotting Airlines» є відсиланням до роману «Трейнспоттінґ» шотландського письменника Ірвіна Велша і фільма «На голці» на основі роману[9]. Дія обох відбувається в Единбурзі.
- В епізоді є зображення моста через ріку Квай[10].
- Мардж каже, що Віллі та Мейсі — «як два Шреки в болоті»[11].
- Серед вистав на фестивалі «Edinburgh Fringe» є:[12]
  - Едді Іззард у «Штанах»
  - Стівен Фрай ― це Г'ю Лорі
  - «Гамлет» зі справжніми собаками
  - «Четверта стіна»
  - «П'єса, що іде не так» іде не так, тощо
- Гомер кричить «вільний час!» (англ. «free time») це відсилання до сцени з фільма «Хоробре серце», де Вільям Воллес (персонаж Мела Гібсона) кричить «свобода!» (англ. «freedom»)[13].
  - Репліку запропонував сценарист Джоел Коен.
- Під час монтажу весільних заходів грає пісня «If You Find Yourself Caught in Love» гурту «Belle and Sebastian»[14].
- Коли Мейсі та Віллі випатрушують м'ясо, вони відтворюють сцену обіймів з фільма «Привид» 1990 року[14].

## Ставлення критиків і глядачів
Під час прем'єри серію переглянули 2,04 млн осіб, з рейтингом 0.6, що зробило її другим найпопулярнішим шоу на телеканалі «Fox» тієї ночі, після «Крапополіса».
Реян Мішра з «TheReviewGeek» оцінив серію на дві з половиною з п'яти зірок, сказавши:
|  | Це крок вперед у порівнянні з попередніми серіями, що тримає Вас на гачку до кінця. Ви не знайдете багато кумедних діалогів, але розповідь все одно захоплює. Хоча основний сюжет свіжий і цікавий, підсюжет здається абсолютно безглуздим. |

Водночас, Джон Шварц із сайту «Bubbleblabber» оцінив серію на 7,5/10, сказавши:
|  | Це якісна серія, яка допомагає шоу відновити певну основу для того, що не було дуже сильним цього сезону восени. Хамовиті діалог лише трохи перейняли те, що в цілому було чудовим епізодом. Нічого новаторського, але все ж задовільного. |

Згідно з голосуванням на сайті The NoHomers Club більшість фанатів оцінили серію на 3/5 із середньою оцінкою 2,5/5.